# Silvia Makgone
Silvia Gonaone Makgone (auch Sylvia, geboren 3. März 1963 in Aminuis, Südwestafrika) ist eine namibische Politikerin, die seit 2010 für die SWAPO Mitglied der Nationalversammlung ist. Seit 2013 war sie außerdem Vizeministerin, zunächst im Ministerium für höhere Bildung, ab 2015 im Ministerium für städtische und ländliche Entwicklung und von 2018 bis 2025 im Fischereiministerium.

## Leben
Nach dem Abitur machte Silvia Makgone 1990 einen Bachelor of Arts-Abschluss an der Universität von Namibia und 1995 einen Basic Education Degree (BED) an der Universität von Südafrika. Später machte sie dann noch an der Polytechnic of Namibia ein National Diploma in Human Resources und an der Universität von Südafrika einen Bachelor of Technology in Human Resources Development und schließlich einen Master in Human Resources.
Parallel zu diesen Bildungsaktivitäten war Silvia Makgone als Lehrerin tätig. Ab 1987 unterrichtete sie an der Mokganedi Tlhabanello Senior Secondary School in Drimiopsis und der römisch-katholischen Gunichas RC School in Gobabis. 1996 wurde sie Rektorin an der ebenfalls römisch-katholischen Mokaleng RC Combined School in Aminuis. In den folgenden Jahren hatte sie diese Position noch an der Johannes Dohren RC High School in Dornfeld inne, bevor sie 2005 Stellvertretende Leiterin der Verwaltung beim Omaheke Regionalrat wurde.

## Politik
2009 wurde Silvia Makgone in die Nationalversammlung gewählt, nachdem sie von Präsident Hifikepunye Pohamba in seiner Eigenschaft als SWAPO-Präsident auf die SWAPO-Wahlliste der Nationalversammlung gesetzt wurde. Ihre Schwerpunkte im Parlament sind Bildung und Wohlfahrtsfragen.
Im Februar 2013, nach dem Tod von Abraham Iyambo, wurde sie von Präsident Pohamba zur Vizeministerin für Bildung ernannt. Makgone ersetzte David Namwandi, der zum Minister befördert wurde.  Zwei Jahre später wurde sie unter Präsident Hage Geingob Vizeministerin für städtische und ländliche Entwicklung. 2018 gab er ihr stattdessen die Position der Vizeministerin im Fischereiministerium, was sie überraschte.